# Weltverband für die Annäherung der islamischen Denkschulen
Der  Weltverband für die Annäherung der islamischen Denkschulen (persisch مجمع جهانی تقریب مذاهب اسلامی Madschma Dschahani Taghrib Mazaheb Islami; englisch World Forum for Proximity of Islamic Schools of Thought; Abk. WFPIST) ist eine internationale pan-islamische Organisation für die Annäherung der islamischen Rechts- und Denkschulen, die 1990 von Ali Chamenei, dem Obersten Rechtsgelehrten des Iran, gegründet wurde.
Ihr Hauptsitz befindet sich in Teheran. Generalsekretär ist Ajatollah Mohsen Araki. Er ist der Nachfolger von Ajatollah Scheich Mohammed Ali Taschiri.